# Élisa de Try
Élisa Marie Caroline Doutrelon de Try, geboren als Élisa de Try (soms gespeld als Éliza de Try) (Cambrai, 2 augustus 1846 – Lambersart, 9 juni 1922) was een celliste die als solist en virtuoos actief was in de tweede helft van de negentiende eeuw.

## Biografie
Élisa de Try was de dochter van Charles de Try (1819-1887) en Émilie Camille Euphrasie Clara Blervacq (1822-1886).
Haar vader werd op 19 januari 1819 geboren in Brussel, in het Verenigd Koninkrijk der Nederlanden, dat in 1830 het Koninkrijk België zou worden. Hij was zelf cellist en begon als koorknaap in de Onze-Lieve-Vrouw-ter-Zavelkerk in Brussel voordat hij cellolessen nam bij Alexandre Batta aan het Koninklijk Conservatorium van Brussel vanaf oktober 1833 en bij François de Munck vanaf 1836. Hij behaalde zijn tweede prijs voor cello in 1837 en zijn eerste prijs in 1838. Charles de Try werd vervolgens kapelmeester van de aartsbisschop van Cambrai in de Metropolitan Church. Hij was een vast jurylid aan het Koninklijk Conservatorium in Brussel. In 1850 componeerde hij een Te Deum. Hij schreef ook Norma, Grande Fantaisie voor viool, cello en piano met de violist Célestin Tingry. In de jaren 1860 trad hij op in Frankrijk, België en Nederland met zijn dochter Élisa de Try. Hij volgde haar uiteindelijk naar Rijsel, waar hij cellodocent werd aan het Conservatorium en net als Élisa de Try overleed in Lambersart.
Haar moeder Émilie Camille Euphrasie Clara Blervacq was geen musicus en trouwde op 9 januari 1843 in Kortrijk met Charles de Try. Hun kinderen waren Élisa de Try en Édouard Charles Léon Joseph Gaston de Try.

### Opleiding
Élisa de Try begon haar opleiding bij haar vader Charles de Try, die zelf een eerste prijs voor cello behaalde aan het Koninklijk Conservatorium van Brussel in 1838.
Ze kreeg ook advies van haar oom M. Perriquet, die muziektheorie en vioolles gaf aan de academie van Valenciennes. Vanaf 1862 kreeg ze les in Paris van Auguste-Joseph Franchomme, net als zijzelf afkomstig uit het noorden (Rijsel).  Vanaf juni 1863 was ze leerling bij Adrien-François Servais aan het Koninklijk Conservatorium van Brussel. Ze won al snel de eerste prijs voor cello in de zomer van 1864 met het Grand Concerto van Bernhard Romberg.

### Jaren van activiteit

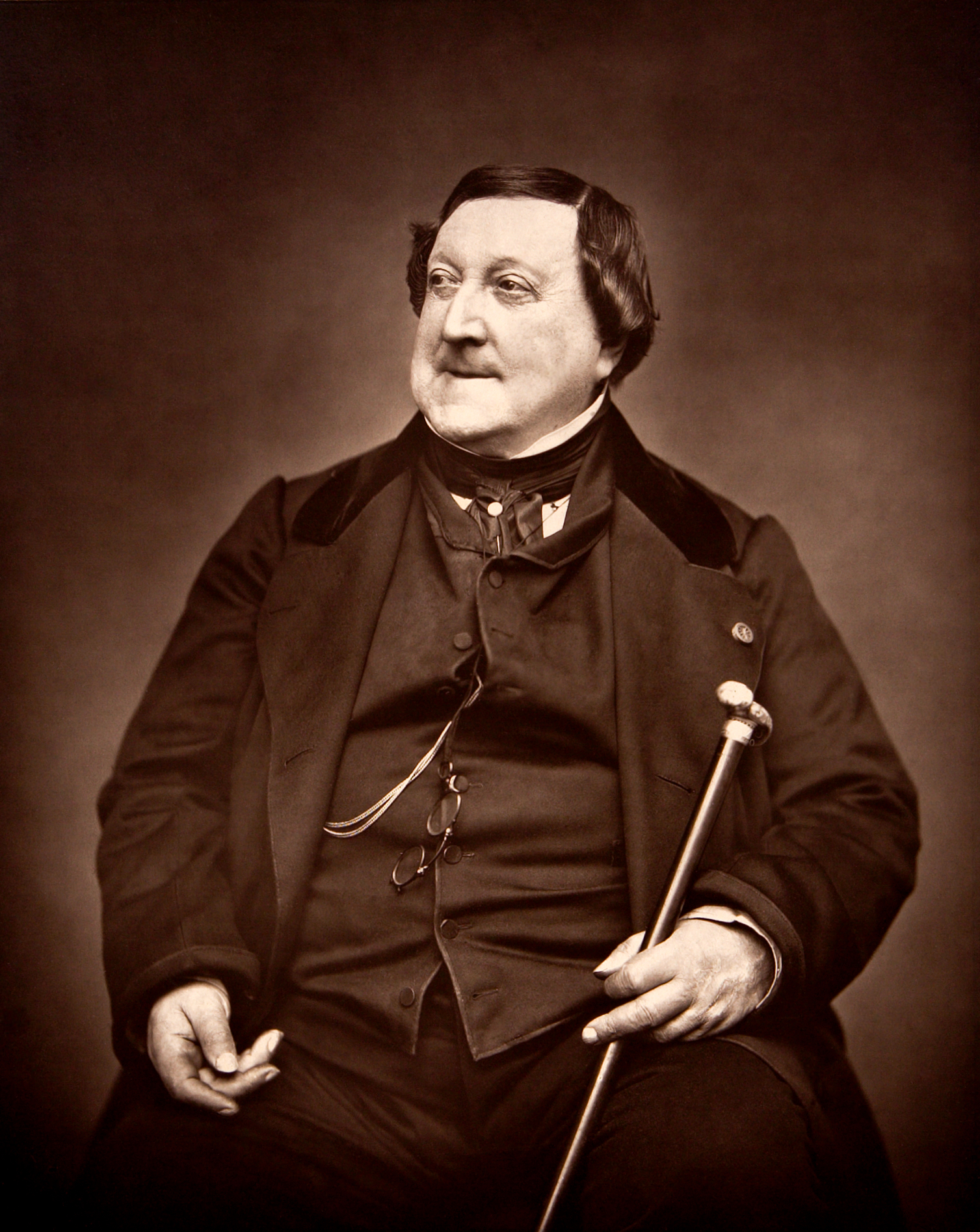
Rossini gefotografeerd door Carjat

Haar eerste optredens dateren uit 1862 (Parijs, Boulogne-sur-Mer, Saint-Quentin en Rijsel) en bevatten telkens werken van Adrien-François Servais. Ze gaf een concert aan het Koninklijk Conservatorium van Brussel in oktober 1864 en bleef andere concerten geven aan het Koninklijk Conservatorium van Brussel dankzij François-Joseph Fétis die aan haar was voorgesteld door haar leraar Adrien-François Servais.
Ze was al bekend in Brussel en zette haar carrière voort door naar Parijs te reizen, in die tijd een van de muzikale centra van de wereld. In het voorjaar van 1865 trad ze op voor de Société des Concerts du Conservatoire de Paris, waar ze werd aangemoedigd door Gioachino Rossini en Daniel Auber. Élisa de Try gaf in 1865 op negentienjarige leeftijd een concert in het Cirque Napoléon voor vijfduizend toeschouwers, waar ze indruk op het publiek maakte, zoals George Hainl in deel 45 van L'Illustration (januari - juni 1865) rapporteerde. Tijdens dit concert speelde ze Fantaisie caractéristique voor cello (op. 8) van Adrien-François Servais. Ze speelde ook veel in Parijse salons, met name die van graaf Emilien de Nieuwerkerke, waar ze veel staande ovaties kreeg. Ze trad op in de Salle Pleyel in Parijs in april 1865, waar veel leden van de adel en aristocratie, zoals Baron de Rothschild, aanwezig waren. Tijdens haar verblijf in Parijs in 1865 werd ze gefotografeerd door Étienne Carjat, die zijn studio verkocht aan Legé & Bergeron. In hetzelfde jaar 1865 maakte ze deel uit van een exclusief vrouwelijk kwintet, een zeldzaamheid voor die tijd, bestaande uit juffrouw Champais op de piano, juffrouwen Maria Boulay en Castellan op viool en juffrouw Biot op altviool.
In de jaren die volgden trad Élisa de Try op in tientallen Franse steden en reisde ze ook naar het buitenland:
- Cambrai, Brussel, Valenciennes, Spanje in 1865
- Den Haag (Nederland), Calais, Cambrai, Brussel, Beauvais en Laon in 1866
- Angers, Chalon-sur-Saône, Auxerre, Amiens, Nantes, Troyes en Rennes in 1867
- Valenciennes en Arras in 1868
- Bordeaux en Lissabon (Portugal) in 1869
- Strasbourg in 1870
- New York in 1871[2]
- Tours in 1873

Haar repertoire bestond uit werken van Adrien-François Servais, Bernhard Romberg, Georg Goltermann, Nicolas Dalayrac, Camillo Sivori en Hippolyte Prosper Seligmann.
Naast andere onderscheidingen was Élisa de Try ook een officier van de Academie, kreeg ze het bronzen kruis van 1870 en de gedenkpenning van 1870-71 voor haar rol als verpleegster tijdens de oorlog van 1870-71, en werd ze benoemd tot celliste van Lodewijk I (koning van Portugal). Ze kreeg ook de academische palmen in 1884.
Ten slot lijkt het erop dat Élisa de Try geen lerares was, want er zijn geen leerlingen van haar bekend.

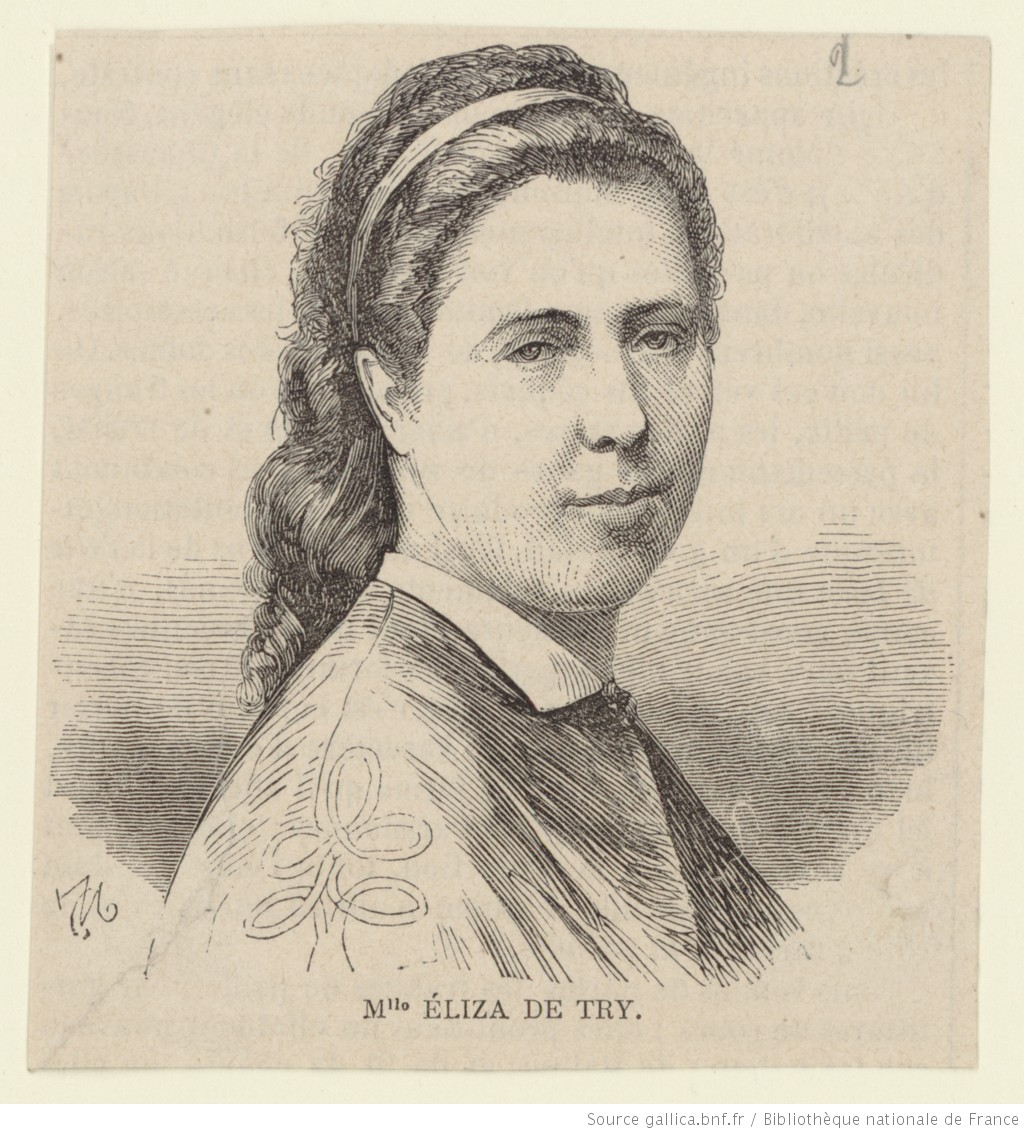
Houtgravure (9 x 9 cm), 1865, auteur onbekend

### Huwelijk
Élisa de Try trouwde op 6 april 1875 in Cambrai met Oscar Jules Doutrelon (geboren op 8 april 1851 in Rijsel - overleden op 14 maart 1937 in Lambersart), die, ongewoon voor die tijd, de naam van zijn vrouw aannam naast zijn eigen naam en Oscar Doutrelon de Try werd. Ze woonden samen in het Château du Bas-Grandel in Lambersart van 1888 tot hun respectieve dood. Oscar Doutrelon de Try was horlogemaker van beroep en runde de winkel "Aux mille pendules", destijds gevestigd aan de Place de la Gare in Rijsel. Émile Pierre Ratez (1851-1934), directeur van het Conservatorium van Rijsel, droeg in 1903 Vesontio op. 44 aan hem op. In 1922 werd Oscar Doutrelon de Try benoemd tot erevoorzitter van de Société des Concerts populaires de Lille, opgericht in 1877, waarvan Émile Ratez toen voorzitter was. Oscar Doutrelon de Try was ook een mecenas die de studies van jongeren aan de academies voor Schone Kunsten en Conservatoria financierde.
Zoals vaak het geval was voor een vrouw uit die tijd, beëindigde Élisa de Try haar carrière als soliste voortijdig en stopte ze geleidelijk met het geven van concerten tot haar laatst bekende optreden op 4 februari 1877 in Halle, België (de geboorteplaats van Adrien-François Servais). Tijdens dit concert, georganiseerd door de Cercle Servais, speelde ze de Fantaisie caractéristique voor cello (op. 8) van Adrien-François Servais en met haar vader het Duo voor twee cello's  van Adrien-François Servais. Na 1878 legde ze zich echter toe op kamermuziek.
Het echtpaar had geen kinderen en dus ook geen nakomelingen.

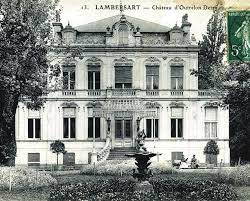
Lambersart - Château du Bas-Grandel (oude ansichtkaart)

### Overlijden

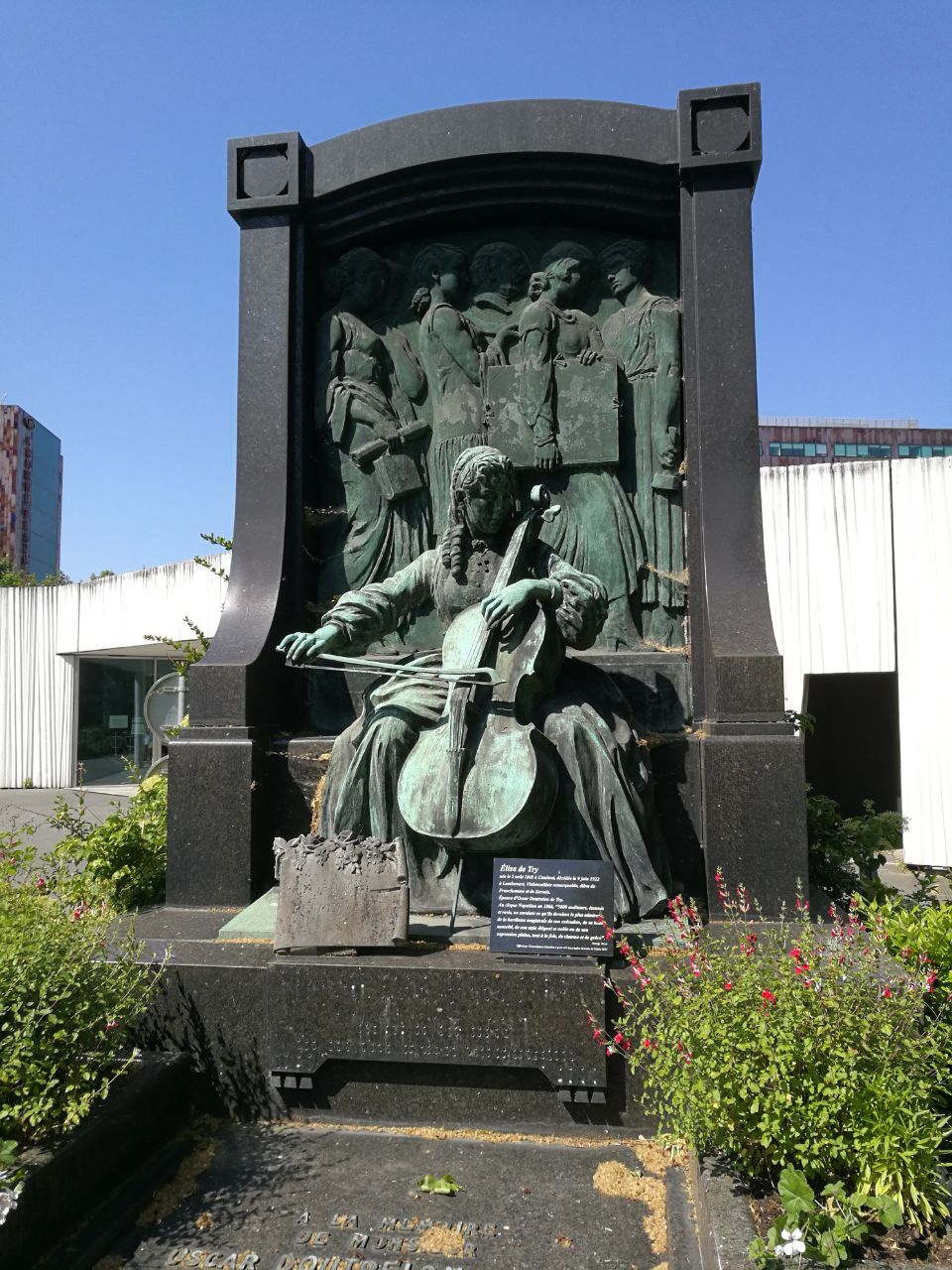
Cenotaaf ter ere van Élisa de Try op het Cimetière de l'Est in Rijsel

De Eerste Wereldoorlog en de Duitse bezetting tastten de gezondheid van Élisa de Try aan, en ze overleed op 9 juni 1922 in Lambersart. De begrafenis vond plaats in de kerk Saint-Calixte in Lambersart op dinsdag 13 juni 1922. Ze werd begraven in de familiegrafkelder in het Cimetière de Saint-Géry in Cambrai, maar haar man, Oscar Doutrelon de Try, liet ter ere van haar een cenotaaf oprichten in het Cimetière de l'Est in Rijsel. Dit standbeeld is een van de meest opvallende monumenten op de begraafplaats. Albert Baert, een architect en vriend van het echtpaar, en Charles Caby, beeldhouwer, vervaardigden dit symbolische beeld, dat Élisa de Try in drie dimensies afbeeldt, spelend op haar cello in de duimpositie. Het monument bevindt zich tegenover het graf van Pierre Mauroy, voormalig premier en burgemeester van Rijsel, bij de ingang van het Cimetière de l'Est in Rijsel in gang G1, niet ver van het station Lille Europe.
Maurice Darcq, een andere onbekende cellist, ligt begraven op de Cimetière de l'Est.
De naam van Elisa de Try is in de loop ter tijd verdwenen van het monument, maar een gedenkplaat voor de honderdste verjaardag van haar dood werd op 9 juni 2022 gefinancierd door de verenigingen Chambre à Part en vzw Servais.
Op 5 juni 2022 organiseerde de vereniging Chambre à Part twee huldeconcerten voor Elisa de Try ter gelegenheid van haar honderdste sterfdag. Het eerste concert vond plaats in het Conservatorium van Rijsel en bevatte onder meer een duo voor cello en viool van haar leermeester Servais, gespeeld door cellist Guillaume Lafeuille en violiste Marie Lesage.
Het tweede concert werd uitgesteld omdat een muzikant besmet was met COVID-19, en vond uiteindelijk plaats in het Couvent des Dominicains in Rijsel op 4 juni 2023. Dit concert bracht ook een eerbetoon aan Franse vrouwelijke componisten die tijdgenoten waren van Élisa de Try, zoals het programma laat zien:
- Strijkkwartet van Marie Jaëll
- 3 stukken voor kwartet van Madeleine Dedieu-Peters
- Strijkkwintet met contrabas van Louise Farrenc
- La Fileuse, opgedragen aan «Mlle Élisa de Try»[18] door Émile Dunkler (1838-1871): zelf cellist, saxofonist, Nederlands componist en vriend van Élisa de Try, die hij in Parijs ontmoette

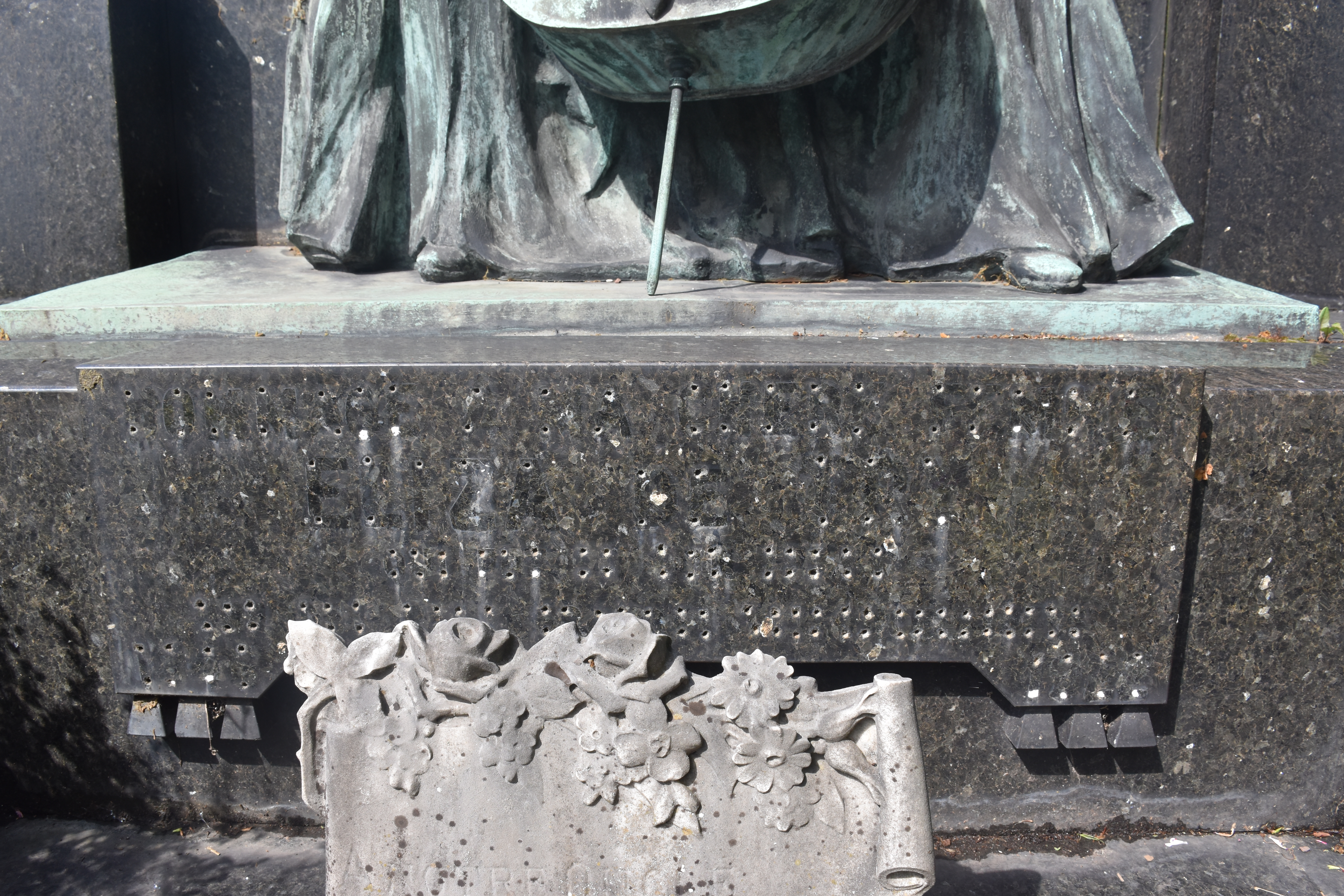
Sporen van inscripties op het standbeeld van Éliza de Try: "Hulde aan mijn lieve vrouw Éliza de Try"